# Польська Екстраліга з хокею 2000—2001
Чемпіонат Польщі з хокею 2001 — 66-ий чемпіонат Польщі з хокею, чемпіоном став клуб Унія (Освенцім).

## Попередній раунд
| М  | Команда               | І  | В  | ВО | ПО | П  | Ш       | О  |
| -- | --------------------- | -- | -- | -- | -- | -- | ------- | -- |
| 1. | Унія (Освенцім)       | 42 | 37 | 0  | 0  | 5  | 219:87  | 74 |
| 2. | ГКС Катовіце          | 42 | 28 | 0  | 2  | 12 | 154:112 | 58 |
| 3. | ГКС Тихи              | 42 | 21 | 3  | 0  | 18 | 145:124 | 48 |
| 4. | Полонія Битом         | 42 | 19 | 2  | 2  | 19 | 128:130 | 44 |
| 5. | КТХ Криниця           | 42 | 19 | 2  | 1  | 20 | 145:150 | 43 |
| 6. | Подгале (Новий Тарг)  | 42 | 13 | 0  | 3  | 26 | 112:165 | 29 |
| 7. | Сточньовець (Гданськ) | 42 | 9  | 3  | 2  | 26 | 127:191 | 26 |
| 8. | КХ Сянок              | 42 | 11 | 1  | 1  | 29 | 122:193 | 25 |

Скорочення: М = підсумкове місце, І = ігри, В = перемоги, ВО = перемоги в овертаймі, ПО = поразки в овертаймі, П = поразки, Ш = закинуті та пропущені шайби, О = набрані очки
Примітка За перемогу в основний час та в додатковий - 2 очка, за поразку в додатковий час - 1 очко.

## Плей-оф

### Чвертьфінали
- ГКС Тихи — Подгале (Новий Тарг) 3:1 (0:5, 3:1, 6:0, 5:2)
- Унія (Освенцім) — КХ Сянок 3:0 (4:1, 8:0, 9:3)
- ГКС Катовіце — Сточньовець (Гданськ) 3:1 (6:3, 1:5, 4:2, 4:0)
- Полонія Битом — КТХ Криниця 3:2 (4:3 ОТ, 4:6, 3:1, 0:3, 3:1)

### Півфінали
- ГКС Катовіце — ГКС Тихи 3:1 (3:1, 0:2, 2:1, 3:1)
- Унія (Освенцім) — Полонія Битом 3:0 (6:0, 4:2, 5:1)

### Матч за 3 місце
- ГКС Тихи — Полонія Битом 0:3 (0:3, 2:3, 4:5 ОТ)

### Фінал
- Унія (Освенцім) — ГКС Катовіце 4:0 (8:0, 5:1, 4:2, 5:3)

## Плей-оф (5 - 8 місця)
- Подгале (Новий Тарг) — Сточньовець (Гданськ) 3:0 (2:1 Б, 3:2, 7:2)
- КТХ Криниця — КХ Сянок 3:2 (7:3, 5:4 ОТ, 2:4, 4:3 ОТ, 8:1)

### Матч за 7 місце
- Сточньовець (Гданськ) — КХ Сянок 3:2 (5:0 (неявка), 6:5, 5:0 (неявка))

### Матч за 5 місце
- КТХ Криниця — Подгале (Новий Тарг) 2:0 (6:4, 6:1)

## І Ліга
| М  | Команда            | І  | В  | ВО | ПО | П  | Ш       | О  |
| -- | ------------------ | -- | -- | -- | -- | -- | ------- | -- |
| 1. | Заглембє Сосновець | 28 | 24 | 2  | 0  | 2  | 232:77  | 52 |
| 2. | СМС (Сосновець)    | 28 | 16 | 0  | 2  | 10 | 128:116 | 34 |
| 3. | СМС (Сосновець) ІІ | 27 | 8  | 0  | 1  | 18 | 105:153 | 17 |
| 4. | Краковія Краків    | 27 | 4  | 1  | 0  | 22 | 84:203  | 10 |

- Скорочення: М = підсумкове місце, І = ігри, В = перемоги, П = поразки, Ш = закинуті та пропущені шайби, О = набрані очки
- Примітка За перемогу в основний час та в додатковий - 2 очка, за поразку в додатковий час - 1 очко.